# Aerangis mooreana
Aerangis mooreana é uma espécie de orquídea monopodial epífita, família Orchidaceae, que habita Comores e Madagascar.